# Chilandar
Chilandar (serbski: Хиландар; grecki: Χιλανδαρίου) – klasztor położony w północno-zachodniej części półwyspu Athos. Zajmuje czwarte miejsce w atoskiej hierarchii.

## Historia
Pochodzenie nazwy klasztoru nie jest jasne. Słowo Chilandar może pochodzić od chelandion – rodzaju statku bizantyjskiego; istnieje również teza, iż nazwa ta nawiązuje do imienia założyciela pierwszej wspólnoty mniszej na tym miejscu.
Monaster w dzisiejszym kształcie został założony w XII w. przez wielkiego żupana Raszki Stefana Nemanię (który abdykował, wstąpił do monasteru i przyjął imię Symeon) oraz jego syna Rastka, znanego jako mnich Sawa. Chilandar był początkowo monasterem filialnym klasztoru Watopedi, następnie uzyskał niezależność i zyskał zwierzchność nad mniejszymi wspólnotami: Zygou, św. Bazylego, Komitissas, Kalyka, Paparnikion, Omologetou oraz Strovilaias. 
Od początku posiadał wyraźnie serbski charakter; w 1198 cesarz bizantyjski Aleksy III potwierdził jego przynależność do Serbów. Klasztor otrzymywał liczne dary od kolejnych władców średniowiecznej Serbii. Jego silny związek z narodem serbskim utrzymał się do XVII-XVIII w., gdy liczba przybywających na Athos Serbów spadła, następnie zaś w 1722 Chilandar został zniszczony przez pożar. Monaster przetrwał dzięki działalności mnichów bułgarskich. W 1844 odnaleziono w klasztorze Karty chilandarskie. Kolejny pożar zniszczył zabudowania klasztoru w 1891.
Główna cerkiew monasterska nosi wezwanie Wprowadzenia Matki Bożej do Świątyni i została wzniesiona w XIV stuleciu; dekoracja wnętrza (freski) datuje się z wieku XIX.
Dopiero w latach 80. XX wieku przeprowadzono elektryfikację klasztoru. W roku 2004 w wyniku pożaru klasztor został poważnie uszkodzony.
W roku 2010 w klasztorze przebywało 22 mnichów.
Biblioteka klasztoru przechowuje 181 greckich i 809 słowiańskich rękopisów, ponadto co najmniej 20 000 drukowanych ksiąg, spośród których tylko 3000 jest w języku greckim. Kolekcja średniowiecznych rękopisów słowiańskich jest największą na świecie.